# Las neuropsicosis de defensa
Las neuropsicosis de defensa (ensayo de una teoría psicológica de la histeria adquirida, de muchas fobias y representaciones obsesivas, y de ciertas psicosis alucinatorias), en alemán «Die Abwehr-Neuropsychosen» (Versuch einer psychologischen Theorie der akquirierten Hysterie, vieler Phobien und Zwangsvorstellungen und gewisser halluzinatorischer Psychosen); es una obra de Sigmund Freud terminada de redactar en enero de 1894, publicada ese mismo año en dos entregas de la revista científica alemana Neurologisches Zentralblatt (N° 10 y N° 11), y fue resumida por Freud con el número «XXIX» en el sumario de sus primeras escrituras científicas (1897).
La primera traducción al español fue realizada por Luis López-Ballesteros en 1926, bajo el título «Las neuropsicosis de defensa». Desde entonces, ha sido incluida en múltiples ediciones de las obras completas de Freud en español.
La obra se encuentra en la publicación 4 del tomo III de las Obras completas de Sigmund Freud. 

## Contexto
Las neuropsicosis de defensa, representa un hito fundamental en la evolución del pensamiento freudiano, marcando el tránsito desde una perspectiva neurológica hacia una comprensión dinámica y psicológica de las neurosis. Publicado entre la Comunicación preliminar con Josef Breuer (1893) y Estudios sobre la histeria (1895), este ensayo introduce por primera vez la teoría de la defensa como mecanismo psíquico central, establece distinciones dentro de la histeria y esboza los mecanismos de las fobias y obsesiones. Así, sienta las bases conceptuales para gran parte de su obra posterior, incluyendo la relevancia de la vida sexual en la etiología de las neurosis.

## Contenido
En el ensayo, recibe un trato amplio a la teoría y concepto de defensa, e inaugura los términos de conversión y refugio en la psicosis. Y lo más importante, (en palabras de James Strachey en su nota introductoria), la teoría fundamental de las investiduras psíquicas y su desplazamiento, y el enunciado de la hipótesis sobre la cual descansa el esquema freudiano: 

Por último, expondré en pocas palabras la representación auxiliar de la que me he servido en esta exposición de las neurosis de defensa. Hela aquí: en las funciones psíquicas cabe distinguir algo (monto de afecto, suma de excitación) que tiene todas las propiedades de una cantidad —aunque no poseamos medio alguno para medirla—; algo que es susceptible de aumento, disminución, desplazamiento y descarga, y se difunde por las huellas mnémicas de las representaciones como lo haría una carga eléctrica por la superficie de los cuerpos.
Sigmund Freud, 1894